# 萊頓鎮區 (密歇根州)
萊頓鎮區（英語：Leighton Township）是位於美國密歇根州阿勒根縣的一個行政鎮區。

## 地方資料
萊頓鎮區的面積為92.20平方千米，當中陸地面積為90.30平方千米，而水域面積為1.90平方千米。根據2010年美國人口普查的數據，當地共有人口7001人，而人口密度為每平方千米75.93人。